# Markus Wähner

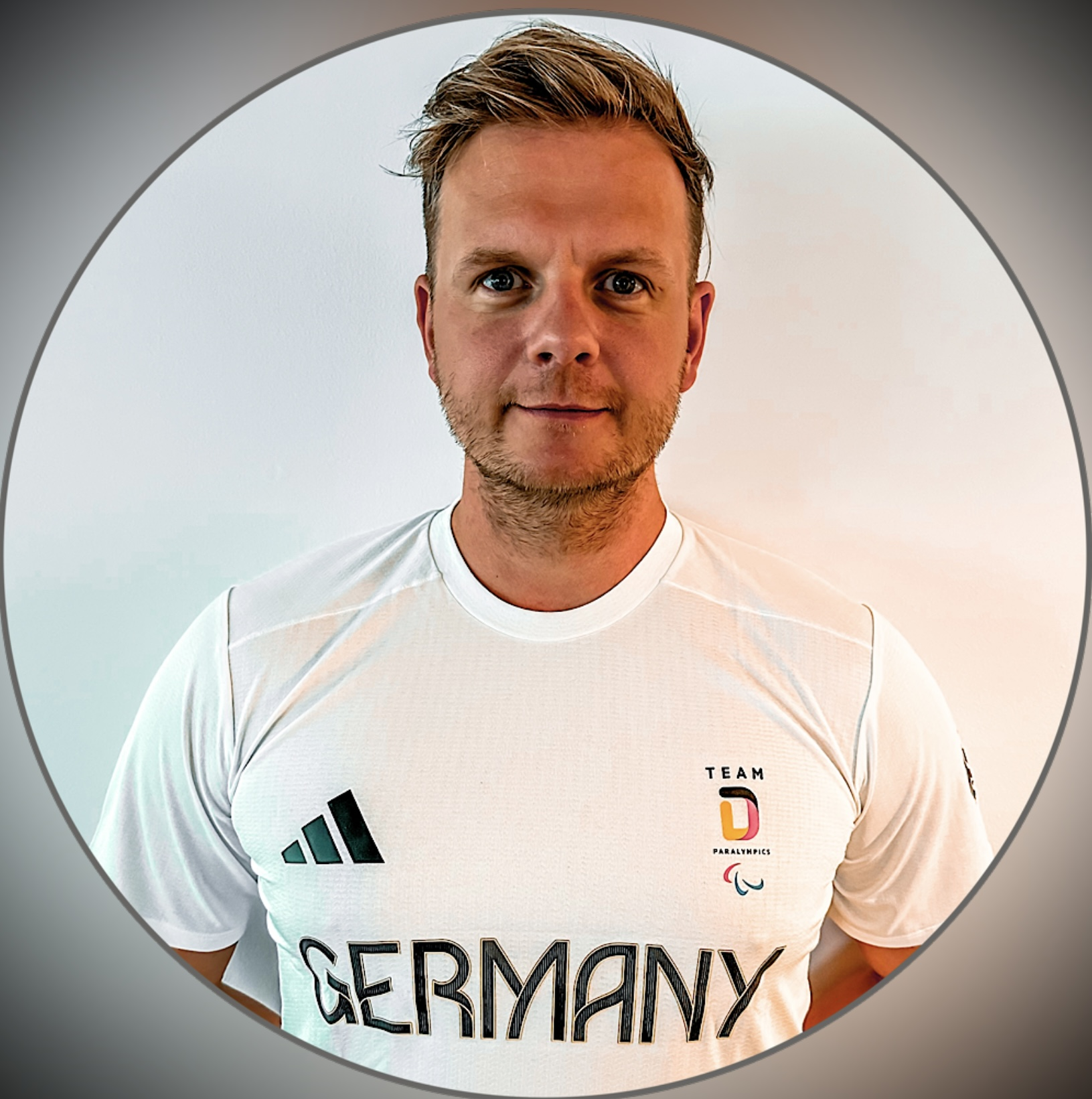
Markus Wähner, 2024

Markus Wähner (* 8. Februar 1989 in Berlin) ist ein deutscher Radsporttrainer und ehemaliger aktiver Radsportler. Bekannt wurde er durch seine Arbeit mit Para- und Elite-Athleten im Bahnradsport sowie im Straßenradsport. Unter seiner Anleitung erzielten seine Athleten zahlreiche internationale Erfolge, darunter Medaillengewinne bei Weltmeisterschaften und den Paralympischen Spielen.

## Aktive Laufbahn
Markus Wähner war von 2001 bis 2007 als Radsportler aktiv. In dieser Zeit spezialisierte er sich auf den Bahnradsport und erzielte bedeutende Erfolge in den Nachwuchsklassen. Zu seinen größten Erfolgen zählen:
- Deutscher Meistertitel im Madison in der U17
- Bronzemedaille Deutsche Meisterschaft in der Mannschaftsverfolgung, die er unter anderem zusammen mit Theo Reinhardt errang.

## Trainerkarriere
Nach dem Ende seiner aktiven Laufbahn widmete sich Markus Wähner der Trainerarbeit und qualifizierte sich 2010 als DOSB C-Trainer. 2019 erlangte er die DOSB A-Trainer Lizenz für den Leistungssport im Radsport, die ihm ermöglicht, Athleten auf höchstem Niveau zu betreuen.

### Trainerlaufbahn
- 2010: Zertifizierung als DOSB C-Trainer
- 2016: Zertifizierung als DOSB B-Trainer Radsport
- 2019: Zertifizierung als DOSB A-Trainer im Leistungssport Radsport

### Erfolge als Trainer
Markus Wähner führte zahlreiche Athleten zu internationalen Erfolgen, insbesondere im Para-Cycling und Bahnradsport sowie im Straßenradsport. Zu den bekanntesten Athleten zählen im Para-Cycling Bahn und Straße Maike Hausberger und beim Tandem Thomas Ulbricht und Robert Förstemann sowie beim Bahnradsport Moritz Malcharek und Joachim Eilers.